# Machaerium villosum
Machaerium villosum är en ärtväxtart som beskrevs av Julius Rudolph Theodor Vogel. Machaerium villosum ingår i släktet Machaerium och familjen ärtväxter. Inga underarter finns listade i Catalogue of Life.

## Bildgalleri

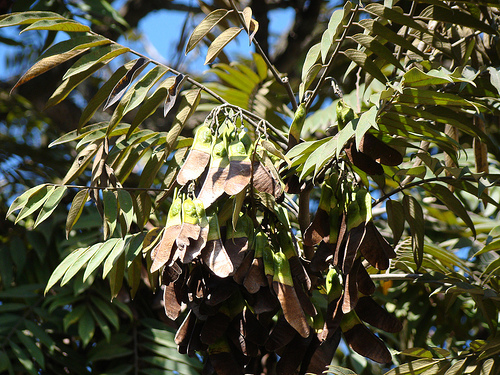